# Leo Smit (Amerikaans componist)
Leo Smit (Philadelphia, 12 januari 1921 – Encinitas, 1999) was een Amerikaans componist, muziekpedagoog, dirigent en pianist.

## Levensloop
Smit was een zoon van Russische emigranten. Zijn eerste muzieklessen kreeg hij op 5-jarige leeftijd van zijn vader Kolman Smit. Kolman Smit was een beroepsmuzikant en violist in het Philadelphia Orchestra in de tijd van 1926-1931 speelde hij onder leiding van Leopold Stokowski. Hij heeft ook in het Cincinnati Symphony Orchestra onder leiding van Fritz Reiner en in het NBC Symphony Orchestra onder leiding van Arturo Toscanini gespeeld.
Na piano privé-studies bij Martha Lantner, Joseph Wissof en Bert Shefter ging hij in 1929 - samen met zijn moeder - naar Moskou en studeerde als gast-student voor drie maanden aan het Moskou Conservatorium P. I. Tsjaikovski (Russisch: Московская Государственная Консерватория им. П.И.Чайковского) bij Dmitri Kabalevski. Na zijn terugkomst kreeg hij een studiebeurs en kon daarmee aan het gerenommeerde Curtis Institute of Music in Philadelphia (Pennsylvania) studeren. Zijn lerares was daar Isabelle Vengerova. Verdere studies deed hij in New York voor piano bij José Iturbi van 1933-1935 en compositie bij Nicolas Nabokov in 1935.
Onder aanleiding van Nabokov schreef hij ook zijn eerste compositie, een lied over een Jiddisch gedicht van Mani Loeb Zvay, voor sopraan en piano.
Hij was een succesrijke pianist in de Verenigde Staten. Het eerste engagement kreeg hij in 1936 en 1937 als repetitie-pianist voor de George Balanchine's American Ballet Company. Tijdens dit engagement werd hij ook bekend met Igor Stravinsky bij de repetities voor de uitvoering van Stravinsky's ballet Jeu de Cartes. Met een piano recital in de Carnegie Hall in februari 1939 gaf hij zijn debuut als solo pianist. Het volgde een concerttournee door de hele Verenigde Staten. Hij heeft vooral de pianowerken van Aaron Copland geïnterpreteerd.
Van 1947 tot 1949 was hij docent aan het Sarah Lawrence College in Bronxville. Van 1957 tot 1963 was hij docent aan de Universiteit van Californië - Los Angeles. Vanaf 1962 was hij professor aan de State University of New York at Buffalo in Buffalo (New York). In deze functie bleef hij tot hij in 1984 met pensioen ging.
Nadat hij met pensioen gegaan was, werd hij als componist heel actief. Smit schreef meer dan 100 werken, inclusief twee opera's, drie symfonieën, twee balletten, werken voor harmonieorkest, kamermuziek, piano en vooral liederen. Hij kreeg talrijke prijzen en onderscheidingen, zoals de Boston Symphony Merit Award in 1953, de New York Critics Circle Award in 1957, studiebeurzen van de Fulbright Foundation, de Guggenheim Foundation en van de American Academy in Rome in 1950-1951.

## Trivia
Leo Smit was ook een uitstekend fotograaf. Vooral op zijn concertreizen heeft hij buitengewone opnames gemaakt van de natuur en de omgeving van zijn concert plaatsen.

## Composities

### Werken voor orkest

#### Symfonieën
- 1953 Symfonie Nr. 1
- 1965 Symphony Nr. 2
- 1981 Symphony of Dances and Songs, voor groot orkest

#### Concerten voor instrumenten en orkest
- 1968 Concerto, voor piano en orkest
- 1981 Variations, voor piano en orkest

#### Andere werken
- 1947 March for a Beloved General uit het ballet "Virginia Sampler"
- 1958, rev.1974 Capriccio, voor strijkorkest
- 1975 A Mountain Eulogy, voor spreker en orkest - tekst: uit Ibsens Peer Gynt
- 1989 Alabaster Chambers: seven threnodies, voor strijkorkest

### Werken voor harmonieorkest
- 1972 Four Alchemy Marches
- 1976 Banners and Pennants

### Gewijde muziek
- 1944 Psalm: psalms 96 en 98, voor gemengd koor
- 1947 V'Shum-Roo, voor cantoor (tenor), gemengd koor en orgel - tekst: Exodus 31:16, 17

### Toneelwerken

#### Opera's
| Voltooid in | titel               | aktes   | première | libretto                     |
| ----------- | ------------------- | ------- | -------- | ---------------------------- |
| 1969        | The Alchemy of Love | 3 aktes |          | Fred Hoyle                   |
| 1978        | Magic Water         | 1 akte  |          | de componist, naar Hawthorne |

#### Balletten
| Voltooid in   | titel                     | aktes | première | libretto              | choreografie               |
| ------------- | ------------------------- | ----- | -------- | --------------------- | -------------------------- |
| 1946          | Yerma: ballet for Valerie |       |          | Federico García Lorca | Valerie Bettis (1919-1982) |
| 1947 rev.1960 | Virginia Sampler          |       |          |                       | Valerie Bettis (1919-1982) |

### Werken voor koren
- 1944 Carol, voor driestemmig vrouwenkoor (SSA) a capella - tekst: St. Godric
- 1947 Love is a Sickness, voor vrouwenkoor (SSAA) en piano - tekst: Samuel Daniel
- 1955 Madrigals, for a Roman Lady, voor gemengd koor - tekst: vier gedichten van Catullus
- 1967 A Transient View, vijf koralen voor gemengd koor - tekst: K. Louchheim
- 1973 Copernicus: Narrative and Credo, voor spreker, gemengd koor en acht instrumenten - tekst: Fred Hoyle en de componist
- 1976 At the Corner of the Sky, voor spreker, dwarsfluit, hobo, mannenkoor, knapenkoor - tekst: J. Rothenberg, naar een Noord-Amerikaans Indiaan
- The Final Hour, vijf stukken voor gemengd koor a capella - tekst: gedichten van Emily Dickinson

### Vocale muziek

#### Liederen
- 1935 Tzvay, voor sopraan en piano - tekst: Mani Loeb
- 1951 A Choir of Starlings, voor solo vocaal kwartet (SATB) en tien instrumenten - tekst: A. Hecht
- 1952 Three Pushkin Romances, voor zangstem en piano - tekst: Aleksandr Sergejevitsj Poesjkin
- 1959 rev.1966 Sequence, voor sopraan en piano - tekst: drie gedichten van T. Roethke 
  1. In a Dark Time
  2. In Evening Air
  3. The Sequel
- 1970 Channel Firing, voor bariton en piano - tekst: Thomas Hardy
- 1971 Myopia: a Night, voor tenor, dwarsfluit, trompet, trombone, viool en cello - tekst: Robert Lowell
- 1972 Caedmon, voor sopraan, tenor, bariton en orkest - tekst: A. Hecht
- 1976 Songs of Wonder, voor sopraan en piano - tekst: Beth Frost
- 1979 Cock Robin, voor piccolo (dwarsfluit), zangstem en slagwerk
- 1983 "thinngs all over", voor zangstem, hobo en piano
- 1985 The Dwarf Heart, voor mezzosopraan en piano
- 1985 Trumpeter Swan, vijf liederen voor zangstem en piano

#### Liederencycli
- The Ecstatic Pilgrimage, zes zangcycli naar gedichten van Emily Dickinson voor sopraan en piano
  1. Childe Emilie
    1. I was the slightest in the house
    2. Through Lane it lay—through bramble
    3. It troubled me as once I was
    4. The Child's faith is new
    5. Softened by Time's consummate plush
    6. Papa above!
    7. We talked as girls do
    8. They shut me up in Prose
    9. I cried at Pity—not at Pain
    10. Let Us play Yesterday
    11. A loss of something ever felt I
    12. Good morning—Midnight
    13. Up Life's Hill with my little Bundle
    14. I'm ceded—I've stopped being Theirs

  2. The Celestial Thrush
    1. I was a Phoebe—nothing more
    2. The Bird her punctual music brings
    3. The earth has many Keys
    4. The Bobolink is gone
    5. A train went through a burial gate
    6. I cannot dance upon my Toes
    7. Upon his Saddle sprung a Bird
    8. Better-than Music!--For I--who heard it
    9. Bind me—I still can sing
    10. Within my Garden, rides a Bird
    11. Heart, not so heavy as mine
    12. I shall keep singing!

  3. The Marigold Heart
    1. So well that I can live without
    2. What shall I do - it whimpers so
    3. There came a day at Summer's full
    4. My Life had stood - a Loaded Gun
    5. Extol thee - could I?
    6. Me prove it now
    7. Title divine - is mine!
    8. There is a pain - so utter
    9. That first Day, when you praised me Sweet
    10. Wild Nights - Wild Nights!
    11. Is it too late to touch you, Dear?
    12. I reason, Earth is short
    13. A Wife at Daybreak I shall be
    14. The face I carry with me - last
    15. I have no life but this

  4. Beyond Circumference
    1. The sun kept setting - setting
    2. I died for beauty - but was scarce
    3. Of course - I prayed
    4. T'was the old road - through pain
    5. I shall Know why - when Time is over
    6. Of Tolling Bell I ask the cause?
    7. I Saw no way - The Heavens were stitched
    8. I heard a Fly buzz - when I died
    9. Go slow, my Soul, to feed thyself
    10. After great pain, a formal feeling comes
    11. I've seen a Dying Eye
    12. At least to pray is left - is left
    13. I went to Heaven
    14. The first Day's Night had come
    15. We dream - it is good we are dreaming
    16. What if I say I shall not wait!
    17. That such have died enable Us
    18. Departed - to the Judgment

  5. Tinted Mountains
    1. The Mountain sat upon the Plain
    2. The Angle of a Landscape
    3. There's a certain Slant of Light
    4. A Light exists in Spring
    5. The Mountains stood in Haze
    6. Under the Light, yet under
    7. Four Trees - upon a solitary Acre
    8. The Fingers of the Light
    9. I see thee better - in the Dark
    10. Image of Light, Adieu

  6. The White Diadem
    1. I reckon—when I count at all
    2. I dwell in Possibility
    3. The Martyr Poets—did not tell
    4. The Poets light but Lamps
    5. I would not paint—a picture
    6. To pile Like Thunder to its close
    7. Me—come! My dazzled face

### Kamermuziek
- 1936 Septet, voor hout- en koperblazers
- 1938/1983 Strijkkwartet
- 1980 Dalaunay Pochoirs, drie stukken voor cello en piano
- 1983 Flute of Wonder, voor dwarsfluit en piano
- 1983 Tzadik, voor saxofoonkwartet
- 1984 Three MacDowell Pieces, voor hobo en piano
- 1985 Canon Super Namen BACH, voor strijkkwartet
- In Woods, voor hobo, harp en slagwerk

### Werken voor piano
- 1948 Rural Elegy
- 1949 Variations in G
- 1949 rev.1954 Seven Characteristic Pieces
- 1953 Fantasy: the Farewell
- 1970 Unlike Olympian Jove, voor twee piano's, vierhandig
- 1974 A Visitor's Album
- 1974 Martha through the Looking-Glass
- 1984 Toccata
- 1985 Dance Card 4 stukken voor piano

### Werken voor harp
- Lizzie in Wonderland